# 2002 en els vols espacials
Aquest article és una llista d'esdeveniments de vols espacials relacionats que es van produir el 2002.

## Llançaments
| Data i hora (UTC)    | Coet | Coet                                                                   | Plataforma de llançament                    | Plataforma de llançament                             | LSP                                                 | LSP                                                 |
| -------------------- | --- | ---------------------------------------------------------------------- | ------------------------------------------- | ---------------------------------------------------- | --------------------------------------------------- | --------------------------------------------------- |
| Data i hora (UTC)    | Càrrega útil | Operador                                                               | Òrbita                                      | Funció                                               | Deteriorament (UTC)                                 | Resultat                                            |
| Data i hora (UTC)    | Comentaris |                                                                        |                                             |                                                      |                                                     |                                                     |
| Gener                | |                                                                        |                                             |                                                      |                                                     |                                                     |
| 16 de gener 00:30    | Estats Units - Titan IVB (401)/Centaur | Estats Units - Titan IVB (401)/Centaur                                 | Estats Units - Cape Canaveral SLC-40        | Estats Units - Cape Canaveral SLC-40                 | Estats Units - Lockheed Martin                      | Estats Units - Lockheed Martin                      |
| 16 de gener 00:30    | Estats Units - Milstar DFS-5 (USA-164) | Força Aèria dels Estats Units d'Amèrica                                | Geosíncrona                                 | Comunicacions                                        | En òrbita                                           | Operacional                                         |
| 23 de gener 23:46    | Europa - Ariane 4 42L | Europa - Ariane 4 42L                                                  | França - Kourou ELA-2                       | França - Kourou ELA-2                                | França - Arianespace                                | França - Arianespace                                |
| 23 de gener 23:46    | Índia - INSAT-3C | ISRO                                                                   | Geosíncrona                                 | Comunicacions                                        | En òrbita                                           | Operacional                                         |
| 23 de gener 23:46    | Vol final de l'Ariane 4 42L |                                                                        |                                             |                                                      |                                                     |                                                     |
| Febrer               | |                                                                        |                                             |                                                      |                                                     |                                                     |
| 4 de febrer 02:45    | Japó - H-IIA 2024 | Japó - H-IIA 2024                                                      | Japó - Tanegashima LA-Y1                    | Japó - Tanegashima LA-Y1                             | Japó                                                | Japó                                                |
| 4 de febrer 02:45    | Japó - MDS-1 | JAXA                                                                   | Transferència geoestacionària               | Demostració tecnològica                              | En òrbita                                           | Operacional                                         |
| 4 de febrer 02:45    | Japó - DASH | JAXA                                                                   | Transferència geoestacionària               | Demostració de reentrada                             | En òrbita                                           | Error                                               |
| 4 de febrer 02:45    | DASH fracassa en separar-se de l'adaptador de càrrega Vol inaugural del H-IIA 2024                                                                                              |                                                                        |                                             |                                                      |                                                     |                                                     |
| 5 de febrer 20:58    | Estats Units - Pegasus-XL | Estats Units - Pegasus-XL                                              | Estats Units - Stargazer, Cape Canaveral    | Estats Units - Stargazer, Cape Canaveral             | Estats Units - Orbital Sciences                     | Estats Units - Orbital Sciences                     |
| 5 de febrer 20:58    | Estats Units - HESSI | NASA                                                                   | Òrbita baixa                                | Ciència solar                                        | En òrbita                                           | Operacional                                         |
| 11 de febrer 17:45   | Estats Units - Delta II 7920-10C | Estats Units - Delta II 7920-10C                                       | Estats Units - Vandenberg SLC-2W            | Estats Units - Vandenberg SLC-2W                     | Estats Units - Boeing IDS                           | Estats Units - Boeing IDS                           |
| 11 de febrer 17:45   | Estats Units - Iridium 91 | Iridium                                                                | Òrbita baixa                                | Comunicacions                                        | En òrbita                                           | Operacional                                         |
| 11 de febrer 17:45   | Estats Units - Iridium 90 | Iridium                                                                | Òrbita baixa                                | Comunicacions                                        | En òrbita                                           | Operacional                                         |
| 11 de febrer 17:45   | Estats Units - Iridium 94 | Iridium                                                                | Òrbita baixa                                | Comunicacions                                        | En òrbita                                           | Operacional                                         |
| 11 de febrer 17:45   | Estats Units - Iridium 95 | Iridium                                                                | Òrbita baixa                                | Comunicacions                                        | En òrbita                                           | Operacional                                         |
| 11 de febrer 17:45   | Estats Units - Iridium 96 | Iridium                                                                | Òrbita baixa                                | Comunicacions                                        | En òrbita                                           | Operacional                                         |
| 21 de febrer 12:43   | Estats Units - Atlas IIIB | Estats Units - Atlas IIIB                                              | Estats Units - Cape Canaveral SLC-36B       | Estats Units - Cape Canaveral SLC-36B                | Rússia Estats Units - International Launch Services | Rússia Estats Units - International Launch Services |
| 21 de febrer 12:43   | Estats Units - Echostar 7 | Echostar                                                               | Geosíncrona                                 | Comunicacions                                        | En òrbita                                           | Operacional                                         |
| 21 de febrer 12:43   | Vol inaugural de l'Atlas IIIB |                                                                        |                                             |                                                      |                                                     |                                                     |
| 23 de febrer 06:59   | Europa - Ariane 4 44L | Europa - Ariane 4 44L                                                  | França - Kourou ELA-2                       | França - Kourou ELA-2                                | França - Arianespace                                | França - Arianespace                                |
| 23 de febrer 06:59   | Nacions Unides - Intelsat 904 | Intelsat                                                               | Geosíncrona                                 | Comunicacions                                        | En òrbita                                           | Operacional                                         |
| 25 de febrer 17:26   | Rússia - Soiuz-U | Rússia - Soiuz-U                                                       | Rússia - Plesetsk Site 43/3                 | Rússia - Plesetsk Site 43/3                          | Rússia - VKS                                        | Rússia - VKS                                        |
| 25 de febrer 17:26   | Rússia - Kosmos 2387 | VKS                                                                    | Òrbita baixa                                | Reconeixement                                        | 27 de juny 02:30                                    | Reeixit                                             |
| Març                 | |                                                                        |                                             |                                                      |                                                     |                                                     |
| 1 de març 01:07      | Europa - Ariane 5G | Europa - Ariane 5G                                                     | França - Kourou ELA-3                       | França - Kourou ELA-3                                | França - Arianespace                                | França - Arianespace                                |
| 1 de març 01:07      | Europa - Envisat | ESA                                                                    | Heliosíncrona                               | Investigació de l'entorn                             | En òrbita                                           | Operacional                                         |
| 1 de març 11:22      | Estats Units Transbordador espacial Columbia | Estats Units Transbordador espacial Columbia                           | Estats Units - Kennedy LC-39A               | Estats Units - Kennedy LC-39A                        | Estats Units - United Space Alliance                | Estats Units - United Space Alliance                |
| 1 de març 11:22      | Estats Units - STS-109 | NASA                                                                   | Òrbita baixa (HST)                          | Servei al HST                                        | 12 de març                                          | Operacional                                         |
| 1 de març 11:22      | Vol espacial orbital tripulat amb 7 astronautes Missió de servei al Hubble Space Telescope número 3B                                                                            |                                                                        |                                             |                                                      |                                                     |                                                     |
| 8 de març 22:59      | Estats Units - Atlas IIA | Estats Units - Atlas IIA                                               | Estats Units - Cape Canaveral SLC-36A       | Estats Units - Cape Canaveral SLC-36A                | Rússia Estats Units - International Launch Services | Rússia Estats Units - International Launch Services |
| 8 de març 22:59      | Estats Units - TDRS-9 (TDRS-I) | NASA                                                                   | Geosíncrona                                 | Comunicacions                                        | En òrbita                                           | Error parcial del vehicle Operacional               |
| 8 de març 22:59      | Problemes de l'impulsador poc després del seu llançament es reduïs a la meitat el subministrament de combustible de la nau espacial                                             |                                                                        |                                             |                                                      |                                                     |                                                     |
| 17 de març 09:21     | Rússia - Rókot/Briz-KM | Rússia - Rókot/Briz-KM                                                 | Rússia - Plesetsk Site 133/3                | Rússia - Plesetsk Site 133/3                         | Europa Rússia - Eurockot                            | Europa Rússia - Eurockot                            |
| 17 de març 09:21     | Estats Units - GRACE 1 | NASA                                                                   | Heliosíncrona                               |                                                      | En òrbita                                           | Operacional                                         |
| 17 de març 09:21     | Estats Units - GRACE 2 | NASA                                                                   | Heliosíncrona                               |                                                      | En òrbita                                           | Operacional                                         |
| 21 de març 20:13     | Rússia - Soiuz-U | Rússia - Soiuz-U                                                       | Kazakhstan - Baikonur Site 1/5              | Kazakhstan - Baikonur Site 1/5                       | Rússia - Roskosmos                                  | Rússia - Roskosmos                                  |
| 21 de març 20:13     | Rússia - Progress M1-8 | Roskosmos                                                              | Òrbita baixa (ISS)                          | Logística                                            | 25 de juny 12:13                                    | Reeixit                                             |
| 21 de març 20:13     | Vol de la ISS 7P |                                                                        |                                             |                                                      |                                                     |                                                     |
| 25 de març 14:15     | Xina - Long March 2F | Xina - Long March 2F                                                   | Xina - Jiuquan                              | Xina - Jiuquan                                       | Xina - CAAC                                         | Xina - CAAC                                         |
| 25 de març 14:15     | Xina - Shenzhou 3 | CAAC                                                                   | Òrbita baixa                                | Prova de nau espacial                                | 1 d'abril 08:51                                     | Reeixit                                             |
| 25 de març 14:15     | Xina - Mòdul orbital Shenzhou | CAAC                                                                   | Òrbita baixa                                | Investigació científica                              | 12 de novembre                                      | Reeixit                                             |
| 29 de març 01:29     | Europa - Ariane 4 44L | Europa - Ariane 4 44L                                                  | França - Kourou ELA-2                       | França - Kourou ELA-2                                | França - Arianespace                                | França - Arianespace                                |
| 29 de març 01:29     | Luxemburg - Astra 3A | SES Astra                                                              | Geosíncrona                                 | Comunicacions                                        | En òrbita                                           | Operacional                                         |
| 29 de març 01:29     | Japó - JCSAT 8 | JSAT                                                                   | Geosíncrona                                 | Comunicacions                                        | En òrbita                                           | Operacional                                         |
| 30 de març 17:25     | Rússia - Proton-K/DM-2M | Rússia - Proton-K/DM-2M                                                | Kazakhstan - Baikonur Site 81/23            | Kazakhstan - Baikonur Site 81/23                     | Rússia Estats Units - International Launch Services | Rússia Estats Units - International Launch Services |
| 30 de març 17:25     | Nacions Unides - Intelsat 903 | Intelsat                                                               | Geosíncrona                                 | Comunicacions                                        | En òrbita                                           | Operacional                                         |
| Abril                | |                                                                        |                                             |                                                      |                                                     |                                                     |
| 1 d'abril 22:06      | Rússia - Molniya-M | Rússia - Molniya-M                                                     | Rússia - Plesetsk Site 16/2                 | Rússia - Plesetsk Site 16/2                          | Rússia - VKS                                        | Rússia - VKS                                        |
| 1 d'abril 22:06      | Rússia - Kosmos 2388 | VKS                                                                    | Molniya                                     | Sistema d'alertes de míssils                         | 14 de setembre 2011                                 | Operacional                                         |
| 8 d'abril 20:44      | Estats Units Transbordador espacial Atlantis | Estats Units Transbordador espacial Atlantis                           | Estats Units - Kennedy LC-39B               | Estats Units - Kennedy LC-39B                        | Estats Units - United Space Alliance                | Estats Units - United Space Alliance                |
| 8 d'abril 20:44      | Estats Units - STS-110 | NASA                                                                   | Òrbita baixa (ISS)                          | Acoblament de la ISS                                 | 19 d'abril                                          | Reeixit                                             |
| 8 d'abril 20:44      | Nacions Unides - S0 Truss | NASA                                                                   | Òrbita baixa (ISS)                          | Component de la ISS (Estació espacial internacional) | En òrbita                                           | Operacional                                         |
| 8 d'abril 20:44      | Vol espacial orbital tripulat amb 7 astronautes |                                                                        |                                             |                                                      |                                                     |                                                     |
| 16 d'abril 23:02     | Europa - Ariane 4 44L | Europa - Ariane 4 44L                                                  | França - Kourou ELA-2                       | França - Kourou ELA-2                                | França - Arianespace                                | França - Arianespace                                |
| 16 d'abril 23:02     | Països Baixos - NSS 7 | SES New Skies                                                          | Geosíncrona                                 | Comunicacions                                        | En òrbita                                           | Operacional                                         |
| 25 d'abril 06:26     | Rússia - Soiuz-U | Rússia - Soiuz-U                                                       | Kazakhstan - Baikonur Site 1/5              | Kazakhstan - Baikonur Site 1/5                       | Rússia - Roskosmos                                  | Rússia - Roskosmos                                  |
| 25 d'abril 06:26     | Rússia - Soiuz TM-34 | Roskosmos                                                              | Òrbita baixa (ISS)                          | Nau d'escapament ISS                                 | 10 de novembre                                      | Reeixit                                             |
| 25 d'abril 06:26     | Vol espacial orbital tripulat amb 3 cosmonautes incloent-hi un turista espacial i el primer viatger espacial d'Àfrica del Sud Vol final de la nau Soiuz-TM                      |                                                                        |                                             |                                                      |                                                     |                                                     |
| Maig                 | |                                                                        |                                             |                                                      |                                                     |                                                     |
| 4 de maig 01:31      | Europa - Ariane 4 42P | Europa - Ariane 4 42P                                                  | França - Kourou ELA-2                       | França - Kourou ELA-2                                | França - Arianespace                                | França - Arianespace                                |
| 4 de maig 01:31      | França - SPOT-5 | CNES                                                                   | Òrbita baixa                                | Imatgeria de la Terra                                | En òrbita                                           | Operacional                                         |
| 4 de maig 01:31      | Estats Units - BreizhSat-Oscar 47 (Indefix) | AMSAT                                                                  | Òrbita baixa                                | Comunicacions                                        | En òrbita                                           | Operacional                                         |
| 4 de maig 01:31      | Estats Units - BreizhSat-Oscar 48 (Indefix) | AMSAT                                                                  | Òrbita baixa                                | Comunicacions                                        | En òrbita                                           | Operacional                                         |
| 4 de maig 01:31      | Vol final de l'Ariane 4 42P |                                                                        |                                             |                                                      |                                                     |                                                     |
| 4 de maig 09:54      | Estats Units - Delta II 7920-10L | Estats Units - Delta II 7920-10L                                       | Estats Units - Vandenberg SLC-2W            | Estats Units - Vandenberg SLC-2W                     | Estats Units - Boeing IDS                           | Estats Units - Boeing IDS                           |
| 4 de maig 09:54      | Estats Units - Aqua | NASA                                                                   | Heliosíncrona (A-train)                     | Investigació de l'entorn                             | En òrbita                                           | Operacional                                         |
| 7 de maig 17:00      | Rússia - Proton-K/DM-2M | Rússia - Proton-K/DM-2M                                                | Kazakhstan - Baikonur Site 81/23            | Kazakhstan - Baikonur Site 81/23                     | Rússia Estats Units - International Launch Services | Rússia Estats Units - International Launch Services |
| 7 de maig 17:00      | Estats Units - DirecTV-5 | DirecTV                                                                | Geosíncrona                                 | Comunicacions                                        | En òrbita                                           | Operacional                                         |
| 15 de maig 01:50     | Xina - Long March 4B | Xina - Long March 4B                                                   | Xina - Taiyuan                              | Xina - Taiyuan                                       | Xina                                                | Xina                                                |
| 15 de maig 01:50     | Xina - Hai Yang 1 | CASC                                                                   | Òrbita baixa                                | Observació de la Terra                               | En òrbita                                           | Operacional                                         |
| 15 de maig 01:50     | Xina - Feng Yun 1D | CASC                                                                   | Òrbita baixa                                | Satèl·lit climàtic                                   | En òrbita                                           | Operacional                                         |
| 28 de maig 15:25     | Israel - Shavit-1 | Israel - Shavit-1                                                      | Israel - Palmachim                          | Israel - Palmachim                                   | Israel - IAI                                        | Israel - IAI                                        |
| 28 de maig 15:25     | Israel - Ofeq-5 |                                                                        | Òrbita baixa (retrògrad)                    | Reconeixement                                        | En òrbita                                           | Operacional                                         |
| 28 de maig 18:14     | Rússia - Kosmos-3M | Rússia - Kosmos-3M                                                     | Rússia - Plesetsk Site 132/1                | Rússia - Plesetsk Site 132/1                         | Rússia - VKS                                        | Rússia - VKS                                        |
| 28 de maig 18:14     | Rússia - Kosmos 2389 |                                                                        | Òrbita baixa                                |                                                      | En òrbita                                           | Operacional                                         |
| Juny                 | |                                                                        |                                             |                                                      |                                                     |                                                     |
| 5 de juny 06:44      | Europa - Ariane 4 44L | Europa - Ariane 4 44L                                                  | França - Kourou ELA-2                       | França - Kourou ELA-2                                | França - Arianespace                                | França - Arianespace                                |
| 5 de juny 06:44      | Nacions Unides - Intelsat 905 | Intelsat                                                               | Geosíncrona                                 | Comunicacions                                        | En òrbita                                           | Operacional                                         |
| 5 de juny 21:22      | Estats Units - Transbordador espacial Transbordador espacial Endeavour | Estats Units - Transbordador espacial Transbordador espacial Endeavour | Estats Units - Kennedy LC-39A               | Estats Units - Kennedy LC-39A                        | Estats Units - United Space Alliance                | Estats Units - United Space Alliance                |
| 5 de juny 21:22      | Estats Units - STS-111 | NASA                                                                   | Òrbita baixa (ISS)                          | Acoblament de la ISS                                 | 19 de juny                                          | Reeixit                                             |
| 5 de juny 21:22      | Itàlia Estats Units - Leonardo MPLM | ASI/NASA                                                               | Òrbita baixa (ISS)                          | Logística                                            | 19 de juny                                          | Reeixit                                             |
| 5 de juny 21:22      | Nacions Unides - Canadarm2 Mobile Base Structure | NASA                                                                   | Òrbita baixa (ISS)                          | Component de la ISS (Estació espacial internacional) | En òrbita                                           | Operacional                                         |
| 5 de juny 21:22      | Vol espacial orbital tripulat amb 7 astronautes Intercanvi de tripulació de la ISS (llançats amb l'Expedition 5)                                                                |                                                                        |                                             |                                                      |                                                     |                                                     |
| 10 de juny 01:14     | Rússia - Proton-K/DM-2M | Rússia - Proton-K/DM-2M                                                | Kazakhstan - Baikonur Site 200/39           | Kazakhstan - Baikonur Site 200/39                    | Rússia                                              | Rússia                                              |
| 10 de juny 01:14     | Rússia - Ekspress A1R |                                                                        | Geosíncrona                                 | Comunicacions                                        | En òrbita                                           | Operacional                                         |
| 10 de juny 01:14     | Error d'orientació durant l'ascens, es va recuperar i va posar en òrbita correcta amb l'etapa superior                                                                          |                                                                        |                                             |                                                      |                                                     |                                                     |
| 15 de juny 22:39     | Ucraïna - Zenit-3SL | Ucraïna - Zenit-3SL                                                    | Noruega - Ocean Odyssey                     | Noruega - Ocean Odyssey                              | Nacions Unides - Sea Launch                         | Nacions Unides - Sea Launch                         |
| 15 de juny 22:39     | Estats Units - Galaxy 3C | PanAmSat                                                               | Geosíncrona                                 | Comunicacions                                        | En òrbita                                           | Operacional                                         |
| 20 de juny 09:33     | Rússia - Rókot/Briz-KM | Rússia - Rókot/Briz-KM                                                 | Rússia - Plesetsk Site 133/3                | Rússia - Plesetsk Site 133/3                         | Europa Rússia - Eurockot                            | Europa Rússia - Eurockot                            |
| 20 de juny 09:33     | Estats Units - Iridium 97 | Iridium                                                                | Òrbita baixa                                | Comunicacions                                        | En òrbita                                           | Operacional                                         |
| 20 de juny 09:33     | Estats Units - Iridium 98 | Iridium                                                                | Òrbita baixa                                | Comunicacions                                        | En òrbita                                           | Operacional                                         |
| 24 de juny 18:23     | Estats Units - Titan 23G | Estats Units - Titan 23G                                               | Estats Units - Vandenberg SLC-4W            | Estats Units - Vandenberg SLC-4W                     | Estats Units - Lockheed Martin                      | Estats Units - Lockheed Martin                      |
| 24 de juny 18:23     | Estats Units - NOAA-17 (NOAA-M) | NOAA                                                                   | Heliosíncrona                               | Satèl·lit climàtic                                   | En òrbita                                           | Operacional                                         |
| 26 de juny 05:36     | Rússia - Soiuz-U | Rússia - Soiuz-U                                                       | Kazakhstan - Baikonur Site 1/5              | Kazakhstan - Baikonur Site 1/5                       | Rússia - Roskosmos                                  | Rússia - Roskosmos                                  |
| 26 de juny 05:36     | Rússia - Progress M-46 | Roskosmos                                                              | Òrbita baixa (ISS)                          | Logística                                            | 14 d'octubre                                        | Reeixit                                             |
| 26 de juny 05:36     | Vol de la ISS 8P |                                                                        |                                             |                                                      |                                                     |                                                     |
| Juliol               | |                                                                        |                                             |                                                      |                                                     |                                                     |
| 3 de juliol 06:47    | Estats Units - Delta II 7425-9.5 | Estats Units - Delta II 7425-9.5                                       | Estats Units - Cape Canaveral SLC-17A       | Estats Units - Cape Canaveral SLC-17A                | Estats Units - Boeing IDS                           | Estats Units - Boeing IDS                           |
| 3 de juliol 06:47    | Estats Units - CONTOUR | NASA                                                                   | Destinat: Heliocèntrica                     | Sonda de cometa                                      | En òrbita                                           | Error                                               |
| 3 de juliol 06:47    | Va explotar durant la injecció en òrbita heliocèntrica La intenció era visitar el cometa 2P/Encke                                                                               |                                                                        |                                             |                                                      |                                                     |                                                     |
| 5 de juliol 23:22    | Europa - Ariane 5G | Europa - Ariane 5G                                                     | França - Kourou ELA-3                       | França - Kourou ELA-3                                | França - Arianespace                                | França - Arianespace                                |
| 5 de juliol 23:22    | França - Stellat 5 | Stellat                                                                | Geosíncrona                                 | Comunicacions                                        | En òrbita                                           | Operacional                                         |
| 5 de juliol 23:22    | França - NStar C | Stellat                                                                | Geosíncrona                                 | Comunicacions                                        | En òrbita                                           | Operacional                                         |
| 8 de juliol 06:35    | Rússia - Kosmos-3M | Rússia - Kosmos-3M                                                     | Rússia - Plesetsk Site 132/1                | Rússia - Plesetsk Site 132/1                         | Rússia - VKS                                        | Rússia - VKS                                        |
| 8 de juliol 06:35    | Rússia - Kosmos 2390 |                                                                        | Òrbita baixa                                | Comunicacions                                        | En òrbita                                           | Operacional                                         |
| 8 de juliol 06:35    | Rússia - Kosmos 2391 |                                                                        | Òrbita baixa                                | Comunicacions                                        | En òrbita                                           | Operacional                                         |
| 25 de juliol 15:13   | Rússia - Proton-K/17S40 | Rússia - Proton-K/17S40                                                | Kazakhstan - Baikonur Site 81/24            | Kazakhstan - Baikonur Site 81/24                     | Rússia - VKS                                        | Rússia - VKS                                        |
| 25 de juliol 15:13   | Rússia - Kosmos 2392 |                                                                        | Òrbita baixa                                | Reconeixement                                        | En òrbita                                           | Operacional                                         |
| Agost                | |                                                                        |                                             |                                                      |                                                     |                                                     |
| 21 d'agost 22:05     | Estats Units - Atlas V 401 | Estats Units - Atlas V 401                                             | Estats Units - Cape Canaveral SLC-41        | Estats Units - Cape Canaveral SLC-41                 | Rússia Estats Units - International Launch Services | Rússia Estats Units - International Launch Services |
| 21 d'agost 22:05     | França - Hot Bird 6 | Eutelsat                                                               | Geosíncrona                                 | Comunicacions                                        | En òrbita                                           | Operacional                                         |
| 21 d'agost 22:05     | Vol inaugural de l'Atlas V i el primer llançament d'un coet de classe EELV |                                                                        |                                             |                                                      |                                                     |                                                     |
| 22 d'agost 05:15     | Rússia - Proton-K/DM-2M | Rússia - Proton-K/DM-2M                                                | Kazakhstan - Baikonur Site 81/23            | Kazakhstan - Baikonur Site 81/23                     | Rússia Estats Units - International Launch Services | Rússia Estats Units - International Launch Services |
| 22 d'agost 05:15     | Estats Units - Echostar 8 | Echostar                                                               | Geosíncrona                                 | Comunicacions                                        | En òrbita                                           | Operacional                                         |
| 28 d'agost 22:45     | Europa - Ariane 5G | Europa - Ariane 5G                                                     | França - Kourou ELA-3                       | França - Kourou ELA-3                                | França - Arianespace                                | França - Arianespace                                |
| 28 d'agost 22:45     | França - Atlantic Bird 1 | Eutelsat                                                               | Geosíncrona                                 | Comunicacions                                        | En òrbita                                           | Operacional                                         |
| 28 d'agost 22:45     | Europa - Meteosat 8 | Eumetsat                                                               | Geosíncrona                                 | Satèl·lit climàtic                                   | En òrbita                                           | Operacional                                         |
| Setembre             | |                                                                        |                                             |                                                      |                                                     |                                                     |
| 6 de setembre 06:44  | Europa - Ariane 4 44L | Europa - Ariane 4 44L                                                  | França - Kourou ELA-2                       | França - Kourou ELA-2                                | França - Arianespace                                | França - Arianespace                                |
| 6 de setembre 06:44  | Nacions Unides - Intelsat 906 | Intelsat                                                               | Geosíncrona                                 | Comunicacions                                        | En òrbita                                           | Operacional                                         |
| 10 de setembre 08:20 | Japó - H-IIA 2024 | Japó - H-IIA 2024                                                      | Japó - Tanegashima LA-Y1                    | Japó - Tanegashima LA-Y1                             | Japó                                                | Japó                                                |
| 10 de setembre 08:20 | Japó - USERS | JAXA                                                                   | Òrbita baixa                                | Experiments de microgravetat                         | 15 de juny 2007 19:56                               | Reeixit                                             |
| 10 de setembre 08:20 | Japó - DRTS | NASDA                                                                  | Geoestacionària                             | Comunicacions                                        | En òrbita                                           | Operacional                                         |
| 12 de setembre 10:23 | Índia - PSLV-C | Índia - PSLV-C                                                         | Índia - Satish Dhawan                       | Índia - Satish Dhawan                                | Índia - ISRO                                        | Índia - ISRO                                        |
| 12 de setembre 10:23 | Índia - Kalpana-1 (METSAT 1) | ISRO                                                                   | Geoestacionària                             | Satèl·lit climàtic                                   | En òrbita                                           | Operacional                                         |
| 15 de setembre 10:30 | Xina - KT-1 | Xina - KT-1                                                            | Xina - Taiyuan                              | Xina - Taiyuan                                       | Xina                                                | Xina                                                |
| 15 de setembre 10:30 | Xina - HTSTL-1 | Tsinghua University                                                    | Destinat: Òrbita baixa                      | Experimental                                         | 15 de setembre                                      | Error de llançament                                 |
| 15 de setembre 10:30 | Problema amb la segona etapa |                                                                        |                                             |                                                      |                                                     |                                                     |
| 18 de setembre 22:04 | Estats Units - Atlas IIAS | Estats Units - Atlas IIAS                                              | Estats Units - Cape Canaveral SLC-36A       | Estats Units - Cape Canaveral SLC-36A                | Rússia Estats Units - International Launch Services | Rússia Estats Units - International Launch Services |
| 18 de setembre 22:04 | Espanya - Hispasat 1D | Hispasat                                                               | Geosíncrona                                 | Comunicacions                                        | En òrbita                                           | Operacional                                         |
| 25 de setembre 16:58 | Rússia - Soiuz-FG | Rússia - Soiuz-FG                                                      | Kazakhstan - Baikonur Site 1/5              | Kazakhstan - Baikonur Site 1/5                       | Rússia - Roskosmsos                                 | Rússia - Roskosmsos                                 |
| 25 de setembre 16:58 | Rússia - Progress M1-9 | Roskosmos                                                              | Òrbita baixa (ISS)                          | Logística                                            | 1 de febrer 2003                                    | Reeixit                                             |
| 25 de setembre 16:58 | Vol de la ISS 9P |                                                                        |                                             |                                                      |                                                     |                                                     |
| 26 de setembre 14:27 | Rússia - Kosmos-3M | Rússia - Kosmos-3M                                                     | Rússia - Plesetsk Site 132/1                | Rússia - Plesetsk Site 132/1                         | Rússia - VKS                                        | Rússia - VKS                                        |
| 26 de setembre 14:27 | Rússia - Nadezhda-M | VKS                                                                    | Òrbita baixa                                | Navegació                                            | En òrbita                                           | Operacional                                         |
| Octubre              | |                                                                        |                                             |                                                      |                                                     |                                                     |
| 7 d'octubre 10:46    | Estats Units - Transbordador espacial Atlantis | Estats Units - Transbordador espacial Atlantis                         | Estats Units - Kennedy LC-39B               | Estats Units - Kennedy LC-39B                        | Estats Units - United Space Alliance                | Estats Units - United Space Alliance                |
| 7 d'octubre 10:46    | Estats Units - STS-112 | NASA                                                                   | Òrbita baixa (ISS)                          | Acoblament de la ISS                                 | 18 d'octubre                                        | Reeixit                                             |
| 7 d'octubre 10:46    | Nacions Unides - S1 Truss | NASA                                                                   | Òrbita baixa (ISS)                          | Component de la ISS (Estació espacial internacional) | En òrbita                                           | Operacional                                         |
| 7 d'octubre 10:46    | Nacions Unides - CETA | NASA                                                                   | Òrbita baixa (ISS)                          | Component de la ISS (Estació espacial internacional) | En òrbita                                           | Operacional                                         |
| 7 d'octubre 10:46    | Vol espacial orbital tripulat amb 6 astronautes |                                                                        |                                             |                                                      |                                                     |                                                     |
| 15 d'octubre 18:20   | Rússia - Soiuz-U | Rússia - Soiuz-U                                                       | Rússia - Plesetsk Site 43/3                 | Rússia - Plesetsk Site 43/3                          | Rússia                                              | Rússia                                              |
| 15 d'octubre 18:20   | Europa Rússia - Foton-M1 | ESA                                                                    | Destinat: Òrbita baixa                      | Experiments de microgravetat                         | T+29 segons                                         | Error de llançament                                 |
| 15 d'octubre 18:20   | Va explotar el LRB |                                                                        |                                             |                                                      |                                                     |                                                     |
| 17 d'octubre 04:41   | Rússia - Proton-K/17S40 | Rússia - Proton-K/17S40                                                | Kazakhstan - Baikonur Site 81/23            | Kazakhstan - Baikonur Site 81/23                     | Rússia                                              | Rússia                                              |
| 17 d'octubre 04:41   | Europa - INTEGRAL | ESA                                                                    | Òrbita alta (Alta excentricitat)            | Astrofísica                                          | En òrbita                                           | Operacional                                         |
| 17 d'octubre 04:41   | Vol final del 17S40 upper stage |                                                                        |                                             |                                                      |                                                     |                                                     |
| 27 d'octubre 03:17   | Xina - Long March 4B | Xina - Long March 4B                                                   | Xina - Taiyuan                              | Xina - Taiyuan                                       | Xina                                                | Xina                                                |
| 27 d'octubre 03:17   | Xina - Zi Yau 2 | CAST                                                                   | Òrbita baixa                                | Reconeixement                                        | En òrbita                                           | Operacional                                         |
| 30 d'octubre 03:11   | Rússia - Soyuz-FG | Rússia - Soyuz-FG                                                      | Kazakhstan - Baikonur Site 1/5              | Kazakhstan - Baikonur Site 1/5                       | Rússia - Roskosmos                                  | Rússia - Roskosmos                                  |
| 30 d'octubre 03:11   | Rússia - Soiuz TMA-1 | Roskosmos                                                              | Òrbita baixa (ISS)                          | Nau d'escapament ISS                                 | 4 de maig 2003                                      | Reeixit                                             |
| 30 d'octubre 03:11   | Vol espacial orbital tripulat amb 3 cosmonautes Vol inaugural de la nau Soiuz-TMA                                                                                               |                                                                        |                                             |                                                      |                                                     |                                                     |
| Novembre             | |                                                                        |                                             |                                                      |                                                     |                                                     |
| 20 de novembre 22:39 | Estats Units - Delta IV-M+ (4,2) (9240) | Estats Units - Delta IV-M+ (4,2) (9240)                                | Estats Units - Cape Canaveral SLC-37B       | Estats Units - Cape Canaveral SLC-37B                | Estats Units - Boeing IDS                           | Estats Units - Boeing IDS                           |
| 20 de novembre 22:39 | França - Eutelsat W5 | Eutelsat                                                               | Geosíncrona                                 | Comunicacions                                        | En òrbita                                           | Operacional                                         |
| 20 de novembre 22:39 | Vol inaugural del Delta IV |                                                                        |                                             |                                                      |                                                     |                                                     |
| 24 de novembre 00:49 | Estats Units - Transbordador espacial Endeavour | Estats Units - Transbordador espacial Endeavour                        | Estats Units - Kennedy LC-39A               | Estats Units - Kennedy LC-39A                        | Estats Units - United Space Alliance                | Estats Units - United Space Alliance                |
| 24 de novembre 00:49 | Estats Units - STS-113 | NASA                                                                   | Òrbita baixa (ISS)                          | Acoblament de la ISS                                 | 7 de desembre                                       | Reeixit                                             |
| 24 de novembre 00:49 | Nacions Unides - P1 Truss | NASA                                                                   | Òrbita baixa (ISS)                          | Component de la ISS (Estació espacial internacional) | En òrbita                                           | Operacional                                         |
| 24 de novembre 00:49 | Estats Units - MEPSI | NASA                                                                   | Òrbita baixa                                | Demostració tecnològica                              | 31 de gener 2003                                    | Reeixit                                             |
| 24 de novembre 00:49 | Vol espacial orbital tripulat amb 7 astronautes Intercanvi de tripulació de la ISS (llançats amb l'Expedition 6) MEPSI són 2 picosatèl·lits connectats a una corda de 15 metres |                                                                        |                                             |                                                      |                                                     |                                                     |
| 25 de novembre 23:04 | Rússia - Proton-K/DM-2M | Rússia - Proton-K/DM-2M                                                | Kazakhstan - Baikonur Site 81/23            | Kazakhstan - Baikonur Site 81/23                     | Rússia Estats Units - International Launch Services | Rússia Estats Units - International Launch Services |
| 25 de novembre 23:04 | Luxemburg - Astra 1K | SES Astra                                                              | Destinat: Geosíncrona Assolit: Òrbita baixa | Comunicacions                                        | 10 de desembre                                      | Error de llançament                                 |
| 25 de novembre 23:04 | Un malfuncionament en l'etapa superior resultant la col·locació incorrecta del satèl·lit en òrbita cementiri no utilitzable. Desorbitat intencionadament.                       |                                                                        |                                             |                                                      |                                                     |                                                     |
| 28 de novembre 06:07 | Rússia - Kosmos-3M | Rússia - Kosmos-3M                                                     | Rússia - Plesetsk Site 132/1                | Rússia - Plesetsk Site 132/1                         | Rússia - VKS                                        | Rússia - VKS                                        |
| 28 de novembre 06:07 | Algèria - AlSat-1 | CNTS                                                                   | Òrbita baixa                                | Monitorar desastres                                  | En òrbita                                           | Operacional                                         |
| 28 de novembre 06:07 | Rússia - Mozhayets-3 | Mozhaisky                                                              | Òrbita baixa                                | Demostració tecnològica                              | En òrbita                                           | Operacional                                         |
| 28 de novembre 06:07 | Alemanya - Rubin-3-DSI | OHB System                                                             | Òrbita baixa                                | Mesura de rendiment del vehicle de llançament        | En òrbita                                           | Reeixit                                             |
| 28 de novembre 06:07 | AlSat va ser el primer satèl·lit algerià, El Rubin es va romandre unit intencionalment a l'etapa superior                                                                       |                                                                        |                                             |                                                      |                                                     |                                                     |
| Desembre             | |                                                                        |                                             |                                                      |                                                     |                                                     |
| 5 de desembre 02:42  | Estats Units - Atlas IIA | Estats Units - Atlas IIA                                               | Estats Units - Cape Canaveral SLC-36A       | Estats Units - Cape Canaveral SLC-36A                | Rússia Estats Units - International Launch Services | Rússia Estats Units - International Launch Services |
| 5 de desembre 02:42  | Estats Units - TDRS-10 (TDRS-J) | NASA                                                                   | Geosíncrona                                 | Comunicacions                                        | En òrbita                                           | Operacional                                         |
| 5 de desembre 02:42  | Vol final del Atlas IIA |                                                                        |                                             |                                                      |                                                     |                                                     |
| 11 de desembre 22:22 | Europa - Ariane 5ECA | Europa - Ariane 5ECA                                                   | França - Kourou ELA-3                       | França - Kourou ELA-3                                | França - Arianespace                                | França - Arianespace                                |
| 11 de desembre 22:22 | França - Hot Bird 7 | Eutelsat                                                               | Destinat: Geosíncrona                       | Comunicacions                                        | T+178 segons                                        | Error de llançament                                 |
| 11 de desembre 22:22 | França - Stentor | Eutelsat                                                               | Destinat: Geosíncrona                       | Comunicacions                                        | T+178 segons                                        | Error de llançament                                 |
| 11 de desembre 22:22 | Error del motor que condueix a la pèrdua de control, d'activa l'auto-destrucció Vol inaugural del Ariane 5ECA                                                                   |                                                                        |                                             |                                                      |                                                     |                                                     |
| 14 de desembre 23:04 | Japó - H-IIA 202 | Japó - H-IIA 202                                                       | Japó - Tanegashima LA-Y1                    | Japó - Tanegashima LA-Y1                             | Japó                                                | Japó                                                |
| 14 de desembre 23:04 | Japó - Adeos 2 | NASDA                                                                  | Òrbita baixa                                | Investigació de l'entorn                             | En òrbita                                           | Operacional                                         |
| 14 de desembre 23:04 | Japó - Mu-Labsat | NASDA                                                                  | Òrbita baixa                                | Desenvolupament tecnològic                           | En òrbita                                           | Operacional                                         |
| 14 de desembre 23:04 | Japó - RITE | NASDA                                                                  | Òrbita baixa                                | Desenvolupament tecnològic                           | En òrbita                                           | Operacional                                         |
| 14 de desembre 23:04 | Japó - RITE | NASDA                                                                  | Òrbita baixa                                | Desenvolupament tecnològic                           | En òrbita                                           | Operacional                                         |
| 14 de desembre 23:04 | Austràlia - FedSat | Centre for Satellite Systems                                           | Òrbita baixa                                | Comunicacions                                        | En òrbita                                           | Operacional                                         |
| 14 de desembre 23:04 | Japó - WEOS (Kanta-Kun) | Chiba Institute of Technology                                          | Òrbita baixa                                | Landsat                                              | En òrbita                                           | Operacional                                         |
| 14 de desembre 23:04 | RITE desplegat pel Mu-Labsat el 14 de març 2003 a les 01:40 i 01:50 UTC |                                                                        |                                             |                                                      |                                                     |                                                     |
| 17 de desembre 23:04 | Europa - Ariane 4 44L | Europa - Ariane 4 44L                                                  | França - Kourou ELA-2                       | França - Kourou ELA-2                                | França - Arianespace                                | França - Arianespace                                |
| 17 de desembre 23:04 | Països Baixos - NSS-6 | SES New Skies                                                          | Geosíncrona                                 | Comunicacions                                        | En òrbita                                           | Operacional                                         |
| 20 de desembre 17:00 | Rússia - Dnepr-1 | Rússia - Dnepr-1                                                       | Kazakhstan - Baikonur Site 109/95           | Kazakhstan - Baikonur Site 109/95                    | Rússia - ISC Kosmotras                              | Rússia - ISC Kosmotras                              |
| 20 de desembre 17:00 | Argentina - LatinSat 1 | Aprize                                                                 | Òrbita baixa                                | Comunicacions                                        | En òrbita                                           | Operacional                                         |
| 20 de desembre 17:00 | Argentina - LatinSat 2 | Aprize                                                                 | Òrbita baixa                                | Comunicacions                                        | En òrbita                                           | Operacional                                         |
| 20 de desembre 17:00 | Aràbia Saudita - SaudiSat 1S | RSRI                                                                   | Òrbita baixa                                | Comunicacions                                        | En òrbita                                           | Operacional                                         |
| 20 de desembre 17:00 | Itàlia - UniSat 2 | University of Rome La Sapienza                                         | Òrbita baixa                                | Desenvolupament tecnològic                           | En òrbita                                           | Operacional                                         |
| 20 de desembre 17:00 | Alemanya - Rubin 2 | OHB System                                                             | Òrbita baixa                                | Comunicacions                                        | En òrbita                                           | Operacional                                         |
| 24 de desembre 12:20 | Rússia - Molniya-M | Rússia - Molniya-M                                                     | Rússia - Plesetsk Site 16/2                 | Rússia - Plesetsk Site 16/2                          | Rússia - VKS                                        | Rússia - VKS                                        |
| 24 de desembre 12:20 | Rússia - Kosmos 2393 | VKS                                                                    | Molniya                                     | Sistema d'alertes de míssils                         | En òrbita                                           | Operacional                                         |
| 25 de desembre 10:37 | Rússia - Proton-K/DM-2 | Rússia - Proton-K/DM-2                                                 | Kazakhstan - Baikonur Site 81/23            | Kazakhstan - Baikonur Site 81/23                     | Rússia - VKS                                        | Rússia - VKS                                        |
| 25 de desembre 10:37 | Rússia - Kosmos 2394 (GLONASS) | KNITs                                                                  | Òrbita mitjana                              | Navegació                                            | En òrbita                                           | Operacional                                         |
| 25 de desembre 10:37 | Rússia - Kosmos 2395 (GLONASS) | KNITs                                                                  | Òrbita mitjana                              | Navegació                                            | En òrbita                                           | Operacional                                         |
| 25 de desembre 10:37 | Rússia - Kosmos 2396 (GLONASS) | KNITs                                                                  | Òrbita mitjana                              | Navegació                                            | En òrbita                                           | Operacional                                         |
| 29 de desembre 16:40 | Xina - Long March 2F | Xina - Long March 2F                                                   | Xina - Jiuquan                              | Xina - Jiuquan                                       | Xina                                                | Xina                                                |
| 29 de desembre 16:40 | Xina - Shenzhou 4 | CASC                                                                   | Òrbita baixa                                | Prova de nau espacial                                | 5 de gener 2003 11:16                               | Reeixit                                             |
| 29 de desembre 16:40 | Xina - Mòdul orbital Shenzhou | CASC                                                                   | Òrbita baixa                                | Prova de nau espacial                                | 9 de setembre 2003                                  | Reeixit                                             |
| 29 de desembre 23:16 | Rússia - Proton-M/Briz-M | Rússia - Proton-M/Briz-M                                               | Kazakhstan - Baikonur Site 81/24            | Kazakhstan - Baikonur Site 81/24                     | Rússia Estats Units - International Launch Services | Rússia Estats Units - International Launch Services |
| 29 de desembre 23:16 | Canadà - Nimiq 2 | Telesat                                                                | Geosíncrona                                 | Comunicacions                                        | En òrbita                                           | Operacional                                         |

## Encontres espacials
| Data (GMT)     | Nau espacial | Esdeveniment               | Comentaris |
| -------------- | ------------ | -------------------------- | ---------- |
| 17 de gener    | Galileo      | 5è sobrevol d'Ió           |            |
| 2 de novembre  | Stardust     | Sobrevol de 5535 Annefrank |            |
| 5 de novembre  | Galileo      | Sobrevol d'Amalthea        |            |
| 20 de desembre | Nozomi       | 2n sobrevol de la Terra    |            |

## EVAs
| Inici Data/Hora      | Duració           | Hora Finalització    | Nau espacial                            | Tripulació                                                            | Funció | Comentaris                                                                            |
| -------------------- | ----------------- | -------------------- | --------------------------------------- | --------------------------------------------------------------------- | --- | ------------------------------------------------------------------------------------- |
| 14 de gener 20:59    | 6 hores 3 minuts  | 15 de gener 03:02    | Expedition 4 ISS Pirs                   | Rússia - Yuri Onufriyenko · Estats Units - Carl E. Walz               | Es va moure la ploma de càrrega de la grua Strela russa del PMA-1 a l'exterior de la Pirs, instal·lada una antena de ràdio aficionada a l'extrem del Zvezda. |                                                                                       |
| 25 de gener 15:19    | 5 hores 59 minuts | 21:18                | Expedition 4 ISS Pirs                   | Rússia - Yuri Onufriyenko · Estats Units - Daniel W. Bursch           | Instal·lats sis escuts deflectors pels propulsors del Zvezda' - S, instal·lada una segona antena de ràdio aficionat, que s'adjunta quatre experiments científics, i es recupera i se substitueix un dispositiu per mesurar el material dels propulsors. |                                                                                       |
| 20 de febrer 11:38   | 5 hores 47 minuts | 17:25                | Expedition 4 ISS Quest                  | Estats Units - Carl E. Walz · Estats Units - Daniel W. Bursch         | Provada la bossa d'aire del Quest, i preparat per a les quatre caminades espacials que es realitzaran durant el STS-110. | Primer EVA del Quest sense un transbordador espacial a l'estació.                     |
| 4 de març 06:37      | 7 hores 1 minute  | 13:38                | STS-109 Transbordador espacial Columbia | Estats Units - John M. Grunsfeld · Estats Units - Richard M. Linnehan | S'ha eliminat el conjunt d'estribord solar i es va reemplaçar amb una nova matriu, més petita i més potent tercera generació d'energia solar. La matriu, va ser guardada a la zona de càrrega per al retorn a la terra. | Servei al Telescopi Espacial Hubble                                                   |
| 5 de març 06:40      | 7 hores 16 minuts | 13:56                | STS-109 Columbia                        | Estats Units - James H. Newman · Estats Units - Michael J. Massimino  | Es va eliminar el panell solar del port i es va reemplaçar amb una àmplia tercera nova generació solar. La matriu, va ser guardada a la zona de càrrega per al retorn a la Terra. Es retira i se substitueix la Reaction Wheel Assembly (RWA). | Servei del Telescopi Espacial Hubble                                                  |
| 6 de març 08:28      | 6 hores 48 minuts | 15:16                | STS-109 Columbia                        | Estats Units - John M. Grunsfeld · Estats Units - Richard M. Linnehan | La caminada espacial es va demorar 2 hores per una fuga en el vestit espacial de Grunsfeld. La Power Control Unit (PCU) va ser retirada i guardada per al retorn a la terra. Es va instal·lar una UCP nova i més potent, d'una mida perquè coincideixi amb els panells solars més productius. | Servei del Telescopi Espacial Hubble                                                  |
| 7 de març 09:00      | 7 hores 30 minuts | 16:30                | STS-109 Columbia                        | Estats Units - James H. Newman · Estats Units - Michael J. Massimino  | Es va eliminar la Faint Object Camera de la coberta de popa i es va instal·lar l'Advanced Camera for Surveys en el mateix lloc. Després de recollir la Faint Object Camera a la zona de càrrega per al retorn a la Terra, el Electronic Support Module es va instal·lar a la coberta de popa. | Servei del Telescopi Espacial Hubble                                                  |
| 8 de març 08:46      | 7 hores 20 minuts | 16:06                | STS-109 Columbia                        | Estats Units - John M. Grunsfeld · Estats Units - Richard M. Linnehan | Es va instal·lar el Cryocooler experimental per al NICMOS dins de la coberta de popa i connectat al Electronic Support Module instal·lat el dia anterior. Es va instal·lar el Cooling System Radiator i es va connectar al NICMOS. | Servei del Telescopi Espacial Hubble                                                  |
| 11 d'abril 14:36     | 7 hores 48 minuts | 22:24                | STS-110 ISS Quest                       | Estats Units - Steven Smith · Estats Units - Rex J. Walheim           | Es va començar la instal·lació de la S0 Truss en el Destiny, la potència inicial i les connexions de dades instal·lades entre l'estació i S0, i s'instal·la dos puntals cap endavant que permanentment sostenen l'armadura en el seu lloc. |                                                                                       |
| 13 d'abril 14:09     | 7 hores 30 minuts | 21:39                | STS-110 ISS Quest                       | Estats Units - Jerry L. Ross · Estats Units - Lee M.E. Morin          | Continua la instal·lació d'armadures al S0, connexions d'alimentació i cable de dades instal·lats entre el S0 i l'estació, i es van instal·lar dos puntals en popa que permanentment mantenen l'armadura en el seu lloc. |                                                                                       |
| 14 d'abril 13:48     | 6 hores 27 minuts | 20:15                | STS-110 ISS Quest                       | Estats Units - Steven Smith · Estats Units - Rex J. Walheim           | Es va desfixar la primera fixació de l'armadura S0, connectors instal·lats que s'utilitzaran per poder utilitzar el Canadarm2 quan està en l'armadura, alliberades les restriccions de llançament del Mobile Transporter, i es va treure una petita coberta tèrmica del radiador del Mobile Transporter. |                                                                                       |
| 16 d'abril 14:29     | 6 hores 37 minuts | 21:06                | STS-110 ISS Quest                       | Estats Units - Jerry L. Ross · Estats Units - Lee M.E. Morin          | Es va girar el "Airlock Spur", el qual utilitzaran els astronautes com un camí de la resclosa d'aire de l'armadura, passamans instal·lat al S0, muntada parcialment una plataforma, i es van instal·lar dos focus. |                                                                                       |
| 9 de juny 15:27      | 7 hores 14 minuts | 22:41                | STS-111 ISS Quest                       | Estats Units - Franklin Chang-Diaz · França - Philippe Perrin         | S'adjunta una Power Data Grapple Fixture a l'armadura del P6, es treuen residus dels panells de la zona de càrrega i s'uneix a una ubicació temporal en PMA-1, i s'eliminen les mantes tèrmiques per preparar el Mobile Base System per a la instal·lació al Mobile Transporter de l'estació. |                                                                                       |
| 11 de juny 15:20     | 5 hores           | 20:20                | STS-111 ISS Quest                       | Estats Units - Franklin Chang-Diaz · França - Philippe Perrin         | S'adjunta el Mobile Base System al Mobile Transporter, adjuntats cables d'alimentació, de dades i vídeo de l'estació a la MBS. |                                                                                       |
| 13 de juny 15:16     | 7 hores 17 minuts | 22:33                | STS-111 ISS Quest                       | Estats Units - Franklin Chang-Diaz · França - Philippe Perrin         | Es substitueix articulació del Canadarm2, i es col·loca l'articulació antiga a la zona de càrrega del transbordador per ser retornats a la Terra. |                                                                                       |
| 16 d'agost 09:25     | 4 hores 23 minuts | 13:48                | Expedition 5 ISS Pirs                   | Rússia - Valeri Korzun · Estats Units - Peggy Whitson                 | S'instal·len sis panells de residus de micro meteoroides en el Zvezda. | La Whitson fou la 6a persona americana i la 7a dona que realitza un passeig espacial. |
| 26 d'agost 05:27     | 5 hores 21 minuts | 10:48                | Expedition 5 ISS Pirs                   | Rússia - Valeri Korzun · Rússia - Sergei Treshchyov                   | S'instal·lat un marc a l'exterior del Zarià per a tasques de muntatge amb passeig espacial, s'instal·len noves mostres en un parell d'experiments de l'Agència espacial Japonesa en el Zvezda, s'instal·len dispositius en el Zvezda que simplifiquen l'encaminament dels amarratges durant les passejades espacials en el futur, i es van instal·lar dues antenes addicionals de radioaficionats en el Zvezda.                                                                                                 |                                                                                       |
| 10 d'octubre 15:21   | 7 hores 1 minute  | 20:35                | STS-112 ISS Quest                       | Estats Units - David Wolf · Regne Unit/ Estats Units - Piers Sellers  | Es treuen panys de llançament que sostenien els radiadors de la S1 truss en el seu lloc durant el llançament, a més de instal·lació de cables d'alimentació, dades i línies de fluid entre l'armadura S1 i S0, implementació del segon sistema de Comunicacions S-Band de l'estació, instal·lat el primer dels dos sistemes de càmeres externes, i alliberades les restriccions de llançament de l'estació de treball de l'armadura del caminador espacial mòbil, el Crew and Equipment Translation Aid (CETA). |                                                                                       |
| 12 d'octubre 14:31   | 6 hores 4 minuts  | 20:35                | STS-112 ISS Quest                       | Estats Units - David Wolf · Regne Unit/ Estats Units - Piers Sellers  | Es va instal·lar un segon sistema de càmeres, s'alliberen més bloquejos de llançament del radiador, l'aïllament de les cobertes dels accessoris de desconnexió ràpida, prop de la Z1 i la connexió del P6 i la instal·lació del Spool Positioning Devices, llançat a estribord de l'inici del llançament en el CETA, i s'adjunten cables del Ammonia Tank Assembly. |                                                                                       |
| 14 d'octubre 14:08   | 6 hores 36 minuts | 20:44                | STS-112 ISS Quest                       | Estats Units - David Wolf · Regne Unit/ Estats Units - Piers Sellers  | Eliminiat i substituït la Interface Umbilical Assembly en el Mobile Transporter de l'estació, es va instal·lar dos ponts que permetin el refrigerant d'amoníac fluir entre el S1 i el S0 i es va instal·lar el Spool Positioning Devices (SPD) en les línies d'amoníac. |                                                                                       |
| 26 de novembre 19:49 | 6 hores 45 minuts | 27 de novembre 02:34 | STS-113 ISS Quest                       | Estats Units - Michael Lopez-Alegria · Estats Units - John Herrington | Instal·lació inicial del P1 truss, instal·lades les connexions entre el P1 i l'armadura S0, eliminant les restriccions de llançament al CETA, instal·lats els Spool Positioning Devices (SPDs) a l'estació, es va treure una barra d'acoblament en el P1 que va servir com a sistema de retenció en el llançament, i es va instal·lar un sistema de video sense fils en el External Transceiver Assembly del node Unity.                                                                                        |                                                                                       |
| 28 de novembre 18:36 | 6 hores 10 minuts | 29 de novembre 00:46 | STS-113 ISS Quest                       | Estats Units - Michael Lopez-Alegria · Estats Units - John Herrington | S'instal·la uns ponts de fluids, on s'uneixen el S0 i P1 l'un a l'altre, es treu el passador del P1 de la quilla d'estribord, s'instal·la un altre sistema de video sense fils en el External Transceiver Assembly dins del P1, i es va traslladar la CETA de la P1 a l'armadura S1. |                                                                                       |
| 30 de novembre 19:25 | 7 hores           | 1 de desembre 02:25  | STS-113 ISS Quest                       | Estats Units - Michael Lopez-Alegria · Estats Units - John Herrington | S'instal·len més Spool Positioning Devices, reconfigurats els fixadors elèctrics de potència a través de la Main Bus Switching Units, i adjuntat a les línies de Ammonia Tank Assembly. |                                                                                       |